# Joseph Abraham
Joseph Abraham (ur. 11 września 1981 w Kerali) – indyjski lekkoatleta specjalizujący się w biegach płotkarskich i sprinterskich. 
Rekordzista kraju na dystansie 400 m przez płotki (wynik 49,51 s ustanowił podczas mistrzostw świata w Osace).
Abraham, od początku kariery, notował znaczące postępy. Po raz pierwszy rekordzistą kraju został w 2006 podczas Międzystanowych Mistrzostw w Ćennaj. Odebrał ten tytuł Patlavathowi Shankarowi, poprawiając jego rezultat 50,39 na 50,22. Na koniec sezonu zdobył srebro igrzysk azjatyckich w sztafecie 4 × 400 metrów.
Rok później legitymował się wynikiem lepszym o 18 setnych, osiągniętym w Lekkoatletycznym Pucharze Federacji w Kolkacie.  
Również w 2007 złamał barierę 50 sekund, zdobywając tym samym 2. miejsce na Grand Prix Azji w Guwahati. Na mistrzostwach Azji zdobył dwa brązowe medale – na 400 metrów przez płotki oraz w sztafecie 4 × 400 metrów.
W 2009 podczas Grand Prix Indii w Ćennaju uzyskał rezultat 49,59 s, który dał mu kwalifikację do mistrzostw świata w Berlinie.
W tym samym roku zdobył srebrny medal na mistrzostwach Azji rozgrywanych w chińskim Kantonie. 
W 2010 wywalczył złoto podczas Igrzysk azjatyckich w Kantonie. 
W 2010 został uhonorowany nagrodą Arjuna Award.

## Rekordy życiowe
| Konkurencja                     | Rezultat | Data                | Miejsce    | Uwagi        |
| ------------------------------- | -------- | ------------------- | ---------- | ------------ |
| Bieg na 400 metrów              | 46,70    | 6 października 2006 | Nowe Delhi |              |
| Bieg na 400 metrów przez płotki | 49,51    | 26 sierpnia 2007    | Osaka      | Rekord Indii |